# Monastero Donskoj
Il monastero Donskoj (in russo Донско́й монасты́рь?) è uno dei principali monasteri di Mosca, fondato nel 1591, in memoria della liberazione di Mosca dalla minaccia dell'invasione del Khan Kazy-Girey. Situato sulla strada che arriva fino in Crimea, il monastero era pensato come difesa contro attacchi provenienti da sud contro il Cremlino di Mosca.

## Storia

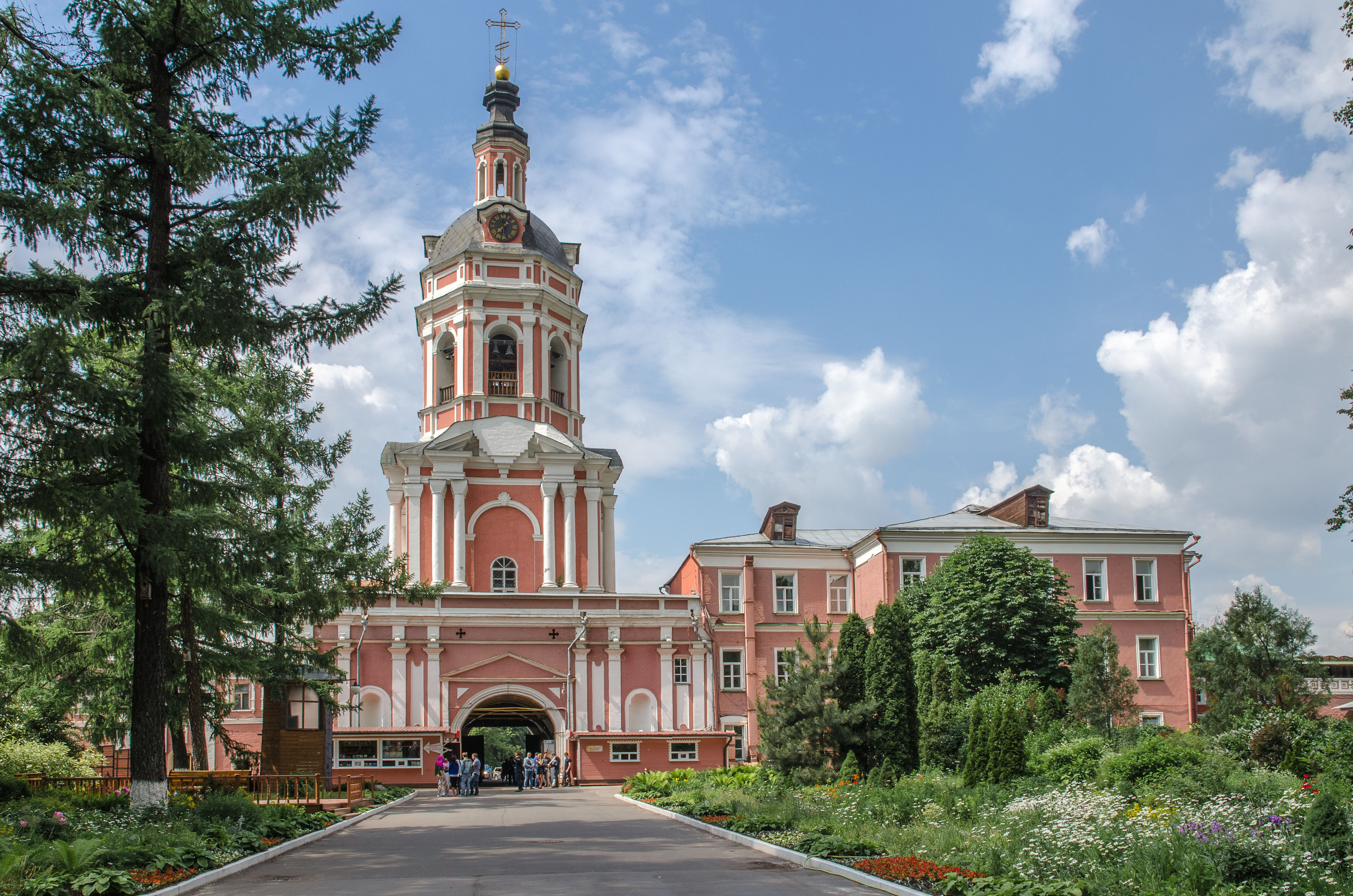
Ingresso.

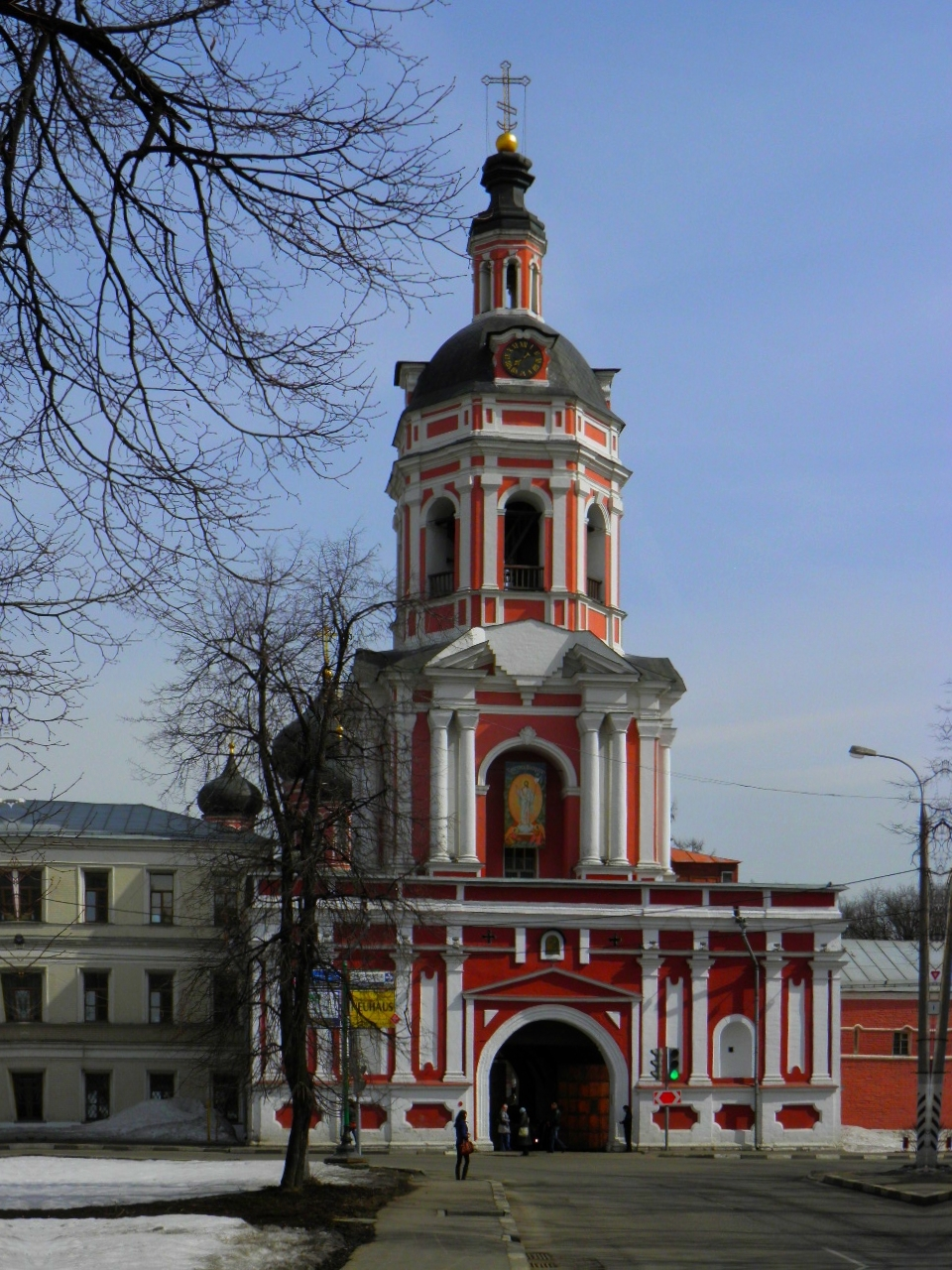
La chiesa dei Santi Zaccaria ed Elisabetta.

### Periodo moscovita
Il monastero venne costruito sul luogo in cui si trovavano la fortezza mobile di Boris Fëdorovič Godunov e la chiesa da campo dedicata a san Sergio di Radonež, con l'icona di Nostra Signora del Don, di Teofane il Greco. La leggenda narra che Dmitrij Donskoj abbia portato questa icona con sé nella battaglia di Kulikovo, nel 1380. I tatari se ne andarono senza combattere e vennero sconfitti nel corso della ritirata.
Inizialmente il monastero era piuttosto povero e contava solo pochi monaci.
Nel 1612 venne occupato per un giorno dal comandante polacco-lituano Jan Karol Chodkiewicz. Nel 1618, gli strel'cy russi sconfissero i cosacchi ucraini di Petro Konaševych-Sahajdačnyj sotto le mura del monastero.
A metà del XVII secolo, il monastero venne collegato al monastero Andreevskij. Nel 1678, comunque, venne ripristinata la sua autonomia, e il monastero ricevette ricche donazioni, compresi oltre 1.400 contadini. Nel 1683, venne elevato al livello di archimandrita, e ricevette 20 desjatine dei vicini pascoli. I monasteri Vidogoščskij, Žizdrinskij, Šarovkin e Železnoborovskij vennero uniti al monastero Donskoj fra il 1683 e il 1685.

### Periodo imperiale
A partire dal 1711, la cripta della Grande Cattedrale venne utilizzata per la sepoltura dei sovrani georgiani della famiglia Bagration e i duchi della famiglia Dadiani.
Nel 1724, i monaci e le proprietà del monastero Andrejevskij vennero trasferiti al monastero Donskoj. Al 1739, quest'ultimo era già proprietario di 880 tenute, con 6.716 contadini, 14 mulini a vento e alcuni laboratori per il pesce. Nel 1747, le autorità volevano trasferire l'Accademia di Slavo, Greco e Latino al monastero Donskoj, ma il convento si limitò a pagare i salari al personale accademico, con i propri fondi.
Nel corso della rivolta per la peste del 1711, l'arcivescovo Ambrosio venne ucciso all'interno del monastero. Nel 1812, l'esercito francese saccheggiò il monastero Donskoj, da cui gli oggetti più preziosi erano già stati portati a Vologda. Nel 1917, il monastero ospitava 48 monaci e due novizi.

### Periodo sovietico e contemporaneo
Dopo la rivoluzione d'ottobre, il monastero Donskoj venne chiuso. Dal 1922 al 1925, il patriarca Tichon di Mosca venne detenuto nel convento, dopo il suo arresto. Scelse di rimanere in questo monastero anche dopo il suo rilascio. Reliquie di san Tichon vennero scoperte dopo la sua canonizzazione nel 1989. Sono esposte alla venerazione nella Grande Cattedrale, in estate, e nella Vecchia Cattedrale, in inverno.
Nel 1924, alcune strutture del monastero vennero occupate da una colonia penale per minori. Nel 1934, il monastero Donskoj venne trasferito alle dipendenze del Museo di Architettura dell'Accademia Sovietica di Architettura. Nel 1964 divenne affiliato al Museo di Architettura Shchusev.
Le autorità sovietiche spostarono nel monastero molti resti di monasteri e cattedrali demoliti, tra cui la Cattedrale di Cristo Salvatore, la chiesa di San Nicola, la chiesa dell'Assunzione sulla via Pokrovka, la torre Sucharev e molti altri.

## Architettura

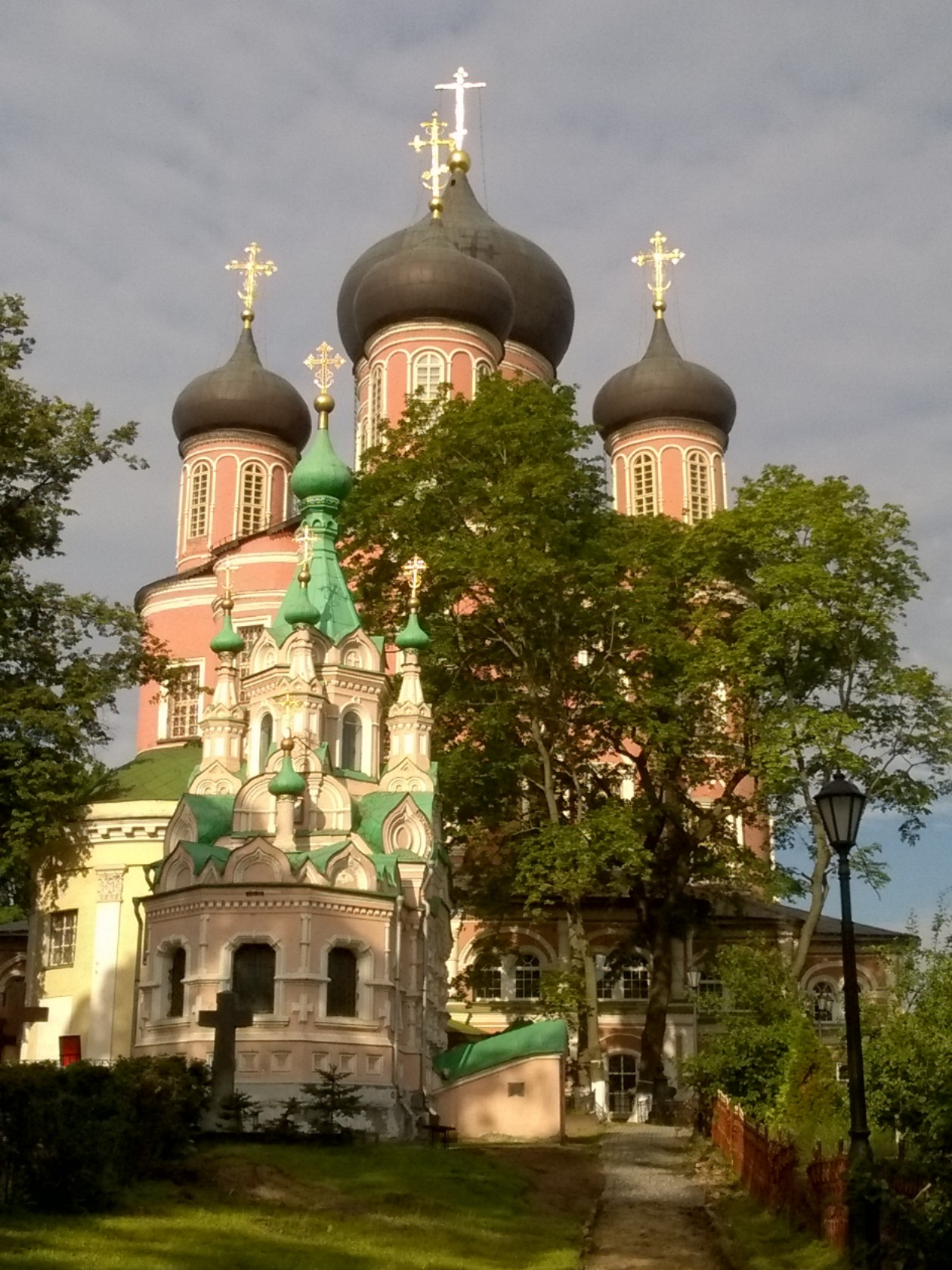
La Gran Cattedrale.

Quando il monastero venne fondato, Boris Fëdorovič Godunov posò personalmente la prima pietra della sua cattedrale, consacrata nel 1593 alla sacra immagine di Nostra Signora del Don. Questa piccola struttura, piuttosto tipica del regno di Godunov, ha una cupola singola, che corona tre ordini di zakomare. Negli anni 70 del XVII secolo, vennero aggiunti due ali simmetriche, e un refettorio, che conduce al campanile a tenda. L'iconostasi, eseguita nel 1662, era custodita precedentemente in una delle chiese di Mosca, demolite dai comunisti. Dal 1930 al 1946, la cattedrale fu chiusa alle funzioni e ospitò una fabbrica.
La Nuova (o Grande) Cattedrale, anche questa dedicata alla Vergine del Don, venne cominciata nel 1684 come chiesa votiva della zarevna Sof'ja Alekseevna Romanova. Dopo la sua caduta in disgrazia, la costruzione venne finanziata da donazioni private. I muratori e gli artigiani vennero invitati dall'Ucraina, il che spiega alcune delle caratteristiche inusuali della cattedrale. Per la prima volta a Mosca, le cinque cupole erano disposte secondo i quattro angoli della Terra (come nella tradizione ucraina). I Vecchi credenti si ritennero offesi e definirono la cattedrale "Altare dell'Anticristo". Gli otto ordini dell'iconostasi barocca vennero intagliati dai maestri del Cremlino dal 1688 al 1698. L'opera centrale dell'iconostasi è una copia della Vergine del Don, come era stata dipinta verso la metà del XVI secolo. Gli affreschi della Cattedrale vennero eseguiti da Antonio Claudio dal 1782 al 1785, i primi a Mosca a essere dipinti da uno straniero.
Dopo che il monastero ebbe perso la sua importanza difensiva, le sue mura vennero ricostruite, nello stile barocco moscovita rosso e bianco, in modo simile al convento di Novodevičij. Otto torri quadrate e quattro circolari vennero erette dal 1686 al 1711, con la parte superiore rosso sangue. Le Sacre Porte del monastero (1693) sono sovrastate dalla chiesa di Nostra Signora di Tichvin (1713-1714), con grate di ferro lavorato. Un alto campanile venne innalzato sulle porte occidentali fra il 1730 e il 1753, su disegno di Pietro Antonio Trezzini e altri noti architetti.

## Necropoli

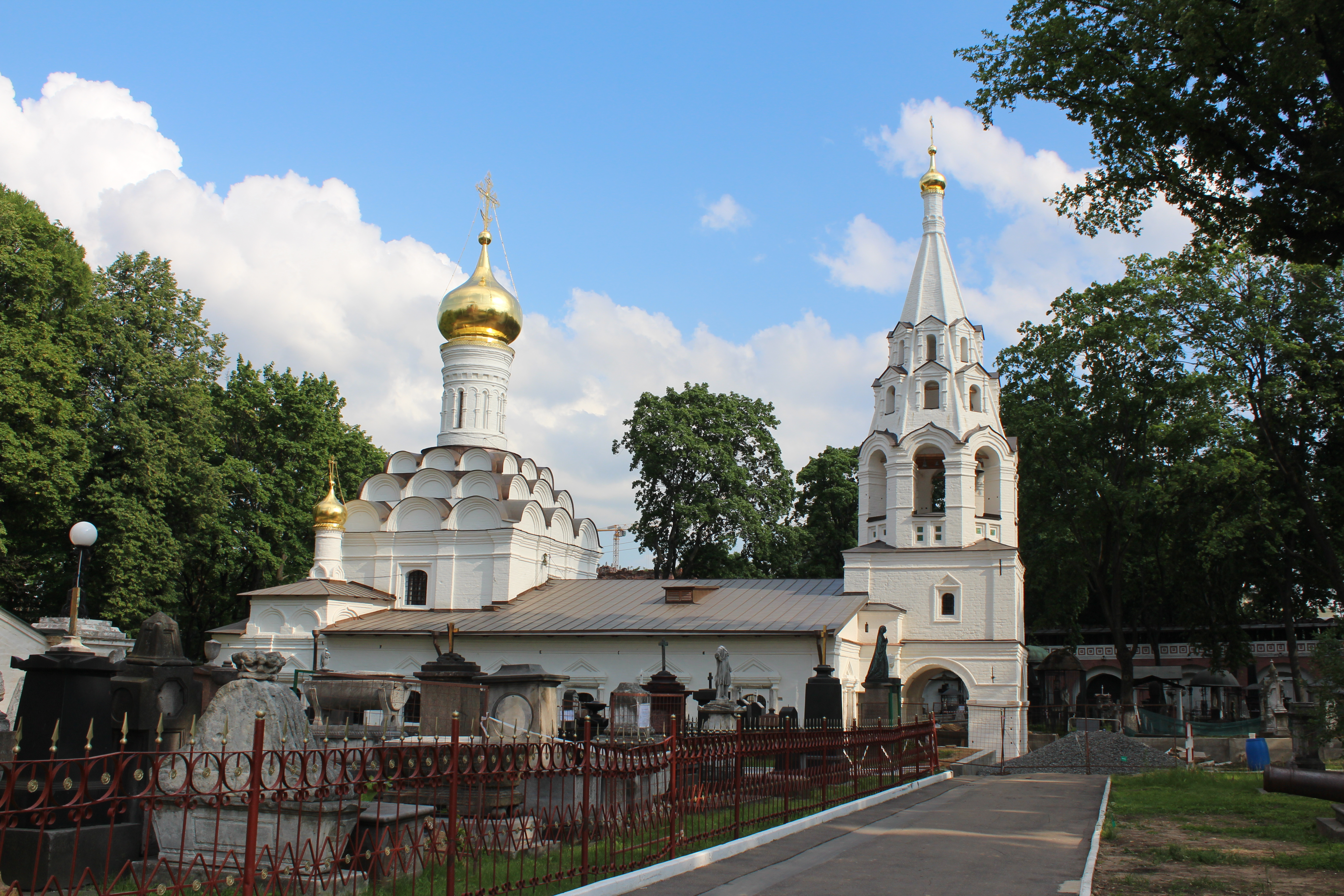
Il cimitero con la Cattedrale Piccola.

Molte famiglie dell'alta nobiltà scelsero il monastero Donskoj come luogo della propria sepoltura. La chiesa di Alessandro Svirskij, ad esempio, venne costruita fra il 1796 e il 1798, come sepolcro dei principi Zubov. I principi Golicyn erano sepolti nella chiesa dell'Arcangelo (1714-1809), mentre la chiesa di San Giovanni Crisostomo (1881-1891) è sede della cripta della famiglia Petrušin.
Una vecchia necropoli nella parte sudorientale del monastero è degna di nota per le sue tombe decorate, eseguite da alcuni dei migliori scultori russo. Adornano le tombe dei poeti Michail Cheraskov e Aleksandr Petrovič Sumarokov, dei filosofi Pëtr Jakovlevič Čaadaev e Ivan Aleksandrovič Il'in, degli storici Michail Ščerbatov e Vasilij Ključevskij, del critico Vladimir Fëdorovič Odoevskij, dell'architetto Giuseppe Bove, del pittore Vasilij Grigor'evič Perov, del cortigiano Aleksandr Matveevič Dmitriev-Mamonov, dell'attrice Faina Ranevskaja, del generale Anton Ivanovič Denikin, dell'aviatore Nikolaj Egorovič Žukovskij. Alcune delle tombe vennero trasferite dalle autorità sovietiche alla Galleria Tret'jakov, dove non sono oggi visibili.
Una nuova necropoli venne inaugurata nel XX secolo, fuori dalle mura del monastero. Sergej Muromcev fu uno dei primi eminenti personaggi sepolti qui. Dopo la rivoluzione, molti soldati sovietici uccisi nel corso della battaglia di Mosca, e anche persone fucilate dal NKVD vennero segretamente sepolte qui. Quella che era la chiesa di San Serafini, situata in questo cimitero, venne ricostruita come primo forno crematorio di Mosca nel 1927.
Il patriarca Tichon di Mosca è sepolto in questo monastero.